# Акимова, Софья Владимировна
Со́фья Влади́мировна Аки́мова-Ершо́ва (урожд. Экимян; 15 (27) марта 1887, Тифлис — 19 января 1972) — оперная и камерная певица, педагог. Заслуженная артистка Узбекской ССР (1944).

## Биография
Из армянских дворян, родилась в семье генерала, в течение 15 лет бывшего директором Тифлисской казённой оперы. В доме бывали певцы Надежда Папаян, Елена Терьян-Корганова и др. С детских лет обучалась игре на фортепиано, в 1904—1906 — в Тифлисском музыкальном училище (класс Матковского), в 1906—1909 — в Лейпцигской консерватории (окончила по классу К. Вендлинга). Выступала в Большом зале Лейпцигской консерватории (исполнила концерты для фортепиано с оркестром Р. Шумана, А. Рубинштейна, С. Рахманинова).
Совершенствовалась в вокальном искусстве. В 1909—1913 в Санкт-Петербурге брала уроки пения у знаменитой М. Славиной. В 1913 по приглашению С. Кусевицкого выступила на юбилейном концерте, посвящённом 100-летию со дня рождения Рихарда Вагнера. В том же году дебютировала в партии Зиглинды на сцене Мариинского театра, где пела до 1929. Летом 1914 в Германии под руководством К. Шайдемантля подготовила партии Елизаветы («Тангейзер»), Эльзы («Лоэнгрин»). Будучи известной певицей, в начале 1920-х совершенствовалась в вокальном искусстве под руководством С. Мирович.
Обладала красивым голосом (по свидетельству современников — «редкой силы и блеска»), исключительной музыкальностью, заразительным темпераментом и выдающимся драматическим талантом. Репертуар насчитывал около 20 партий. Первая исполнительница партии Ирены («Победа»). Лучшие партии: Феврония; Брунгильда («Гибель богов»), Елизавета («Тангейзер»), Эльза («Лоэнгрин»), Зиглинда (наряду с А. Вольской считалась одной из лучших исполнительниц этой партии на сцене Мариинского театра).
В 1919 была приглашена преподавать в Петроградскую консерваторию (наряду с М. Фигнер и М. Славиной), где работала до 1925 и в 1929—1952 (с 1934 — профессор; была также деканом и заведующей вокальной кафедрой). В 1953 вела класс пения в Музыкальном Училище при Ленинградской консерватории. Ученики: С. Альбирт, Е. Андреева, И. Бугаев, А. Ганорская, М. Довенман, В. Кильчевский, М. Коган-Сердечкова, В. Кудрявцева, Т. Лаврова, М. Карпинчик, М. Лейбович, Л. Неверов.
Много занималась архивами и воспоминаниями о своём супруге и партнёре по сцене Иване Ершове. Написала книгу о собственной жизни и творчестве «Воспоминания певицы», в которой увлекательно рассказывает о прожитых годах на сцене Мариинского театра, людях и встречах. Член КПСС с 1945 года.
Похоронена рядом с мужем в Некрополе мастеров искусств Александро-Невской лавры.

## Семья
- Муж — Иван Васильевич Ершов (1867—1943), великий русский оперный певец, солист Мариинского театра.
- Сын — Игорь Иванович Ершов (1916—1985) — художник: график, живописец[3]. Его работы находятся в Русском Музее, Третьяковской галерее и частных музеях Франции и Англии. В 1932 году И. И. Ершов поступил на подготовительное отделение Института живописи, скульптуры и архитектуры им. И. Е. Репина в Ленинграде, учился под руководством И. Я. Билибина. Обладал прекрасным баритоном, два сезона (1946—1948) пел на сцене Малого Оперного театра в Ленинграде. В 1947 окончил Институт им. И. Е. Репина[4].
- Внучка — Ксения Игоревна Кривошеина (урожд. Ершова; род. 1945) — живёт в Париже; художник, литератор, общественный и религиозный деятель; составитель сборника воспоминаний, написанных её бабушкой Софьей Владимировной Акимовой  «Об увлечении великим Вагнером»; автор биографического романа[5].